# キーチャカ

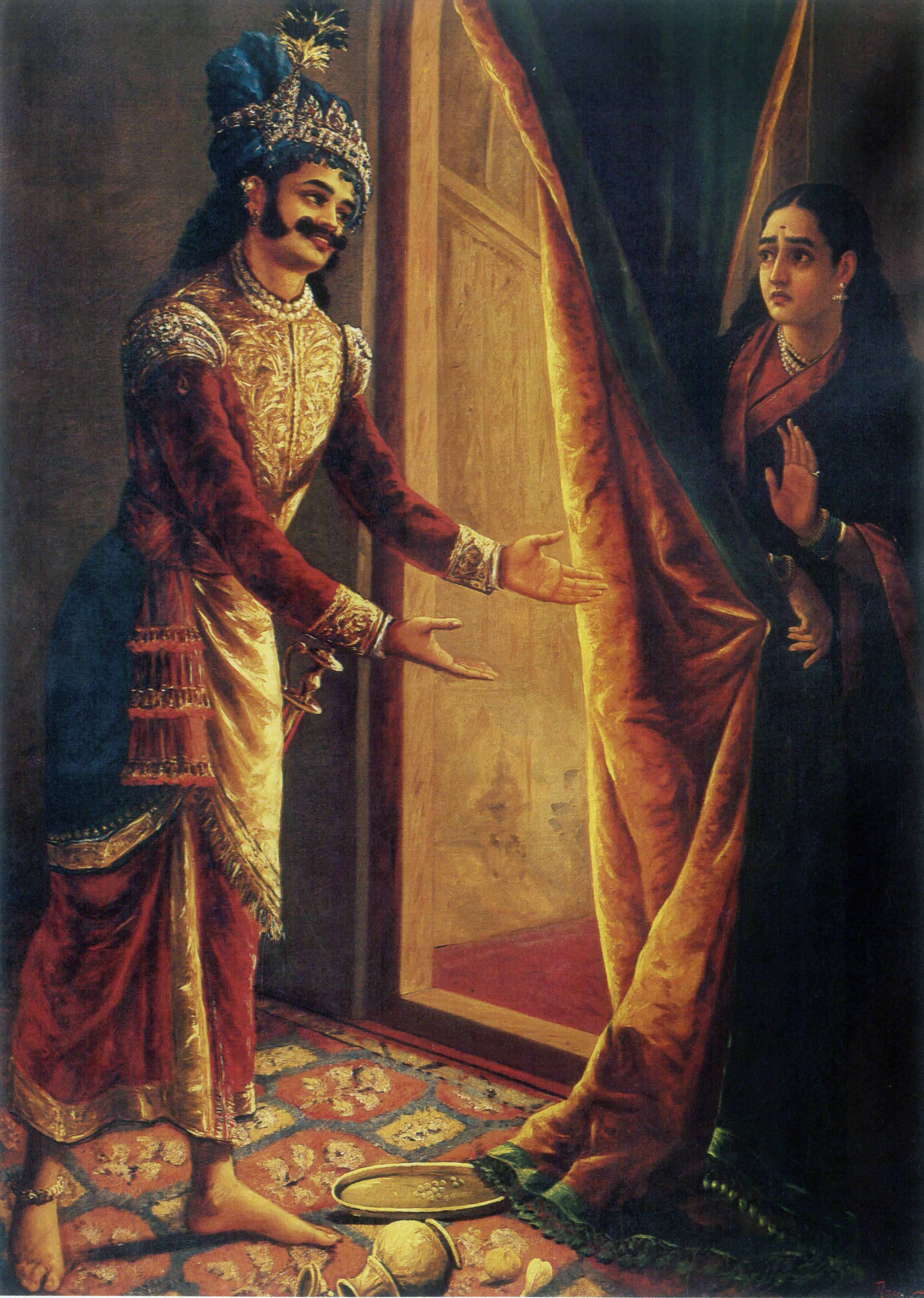
ラヴィ・ヴァルマが描いたキーチャカとドラウパディー。1890年。

キーチャカ（梵: कीचक, Kīcaka）は、インド神話の人物である。マツヤ国の軍司令官。叙事詩『マハーバーラタ』によるとスータの王ケーカヤの子で、兄弟に1人の妹スデーシュナーと、ウパキーチャと呼ばれる105人の弟がいる。パーンダヴァの妻ドラウパディーに横恋慕し、乱暴な行動をとったために殺された。

## 人物
性格は残酷で、短気な人間であった反面、マツヤ国・サールヴェーチャカ国の同盟軍とトリガルタ国との度重なる戦争において武人としての能力を遺憾無く発揮し、トリガルタ国王スシャルマンと直接戦って勝利をおさめていた。彼の武勇は周辺諸国に知れ渡り、キーチャカが健在であることは周辺諸国に対して軍事的抑止力の役割を果たした。またキーチャカの妹スデーシュナーはマツヤ国の王ヴィラータの王妃であり、したがってヴィラータ王の義理の弟であった。これらの理由からキーチャカは絶大な権力を持ち、ヴェラータ王であってもキーチャカの行動に口を挟むことができないほどであった。そのため人々はヴィラータを名ばかりの王だと噂していた。

## 神話
カウラヴァによってクル国を追放されたパーンダヴァとその妻ドラウパディーがマツヤ国を訪れたときのことである。彼らは正体を隠し、ユディシュティラは賭博師、ビーマは料理人、女装したアルジュナは舞踏師、サハデーヴァは牛飼、ナクラは馬手、ドラウパディーは王妃の召使い（サイランドリー）として、ヴェラータ王の王宮に仕えた。キーチャカは王宮で働くドラウパディーを見てすぐに恋に落ちた。そこでドラウパディーに言い寄ったが、ドラウパディーは自分が身分の低い卑しい女であること、結婚して夫いることを理由に拒絶した。しかし諦めきれないキーチャカが妹に相談すると、スデーシュナーは「彼女を兄の館に酒を取りに遣わすので、高価な酒を用意して待っていてください。そして人のいないところで口説いてください。もしかしたら頑なな彼女も心を動かされるかもしれません」と助言した。そしてドラウパディーをキーチャカの館に遣わせた。
ドラウパディーは嫌々ながらキーチャカの館に向かったが、出かける前に太陽神スーリヤに祈りを捧げた。彼女の祈りを聞いたスーリヤは姿の見えないラークシャサにドラウパディーを守らせた。
キーチャカはドラウパディーがやって来ると彼女を館の中に招き入れて口説こうとした。ドラウパディーが強大な力を持った5人のガンダルヴァの夫がおり、私に近づく男は彼らに殺されるに違いないと言うと、彼自身卓越した戦士であるキーチャカは笑い飛ばした。そのためドラウパディーはキーチャカを突き飛ばし、パーンダヴァのいる集会場に走って行って庇護を求めた。しかしキーチャカはヴィラータ王の前でドラウパディーの髪をつかんで足蹴にした。するとラークシャサが素早くキーチャカを押しのけた。その光景を見たビーマは激怒したが、ユディシュティラは正体が露見することを恐れて我慢するよう合図した。そしてヴェラータ王が彼女を庇護しようとしないので、ドラウパディーにスデーシュナーのところに行くよう助言した。
その夜、ドラウパディーは密かにビーマのところに行き、パーンダヴァの長兄ユディシュティラに対する不満を洗いざらいぶつけた。かつてユディシュティラはインドラプラスタに君臨し、10万の王を王宮に参上させ、10万の召使いを働かせ、気前よく莫大な布施をしていた。ところが賭博によってそれら全てを失い、今はマツヤ国の王に賭博師として仕えて日々の稼ぎを得ている、そればかりか明日の生活を考えるあまりに、あらゆる労苦に耐えている私が無法者に苦しめられても何もしようとしない、今の私の苦しみの元凶はあのろくでなしであると。そしてビーマが心を痛めながら彼女を慰めると、キーチャカを殺してくれるよう懇願した。ビーマは夜になると人がいなくなる演舞場があるのを思い出し、ドラウパディーにもう一度キーチャカに会い、演舞場で会う約束をするよう言った。そこでドラウパディーはビーマの言葉に従ってキーチャカと会う約束をした。次の日の夜、キーチャカは演舞場に行き、暗がりの中で寝台に身を横たえているビーマを愛しい女だと思い、相手の身体を撫でた。するとビーマが跳びかかってきたため激しく戦ったが、最後に力強く抱きしめられて、押し潰されて死んだ。彼の兄弟たちはキーチャカの遺体とともにドラウパディーを生きたまま火葬しようとしたが、ことごとくビーマに殺された。
キーチャカの死はトリガルタ国王スシャルマンとクル国のカウラヴァの連合と、略奪行為を招いた。これによりマツヤ国の10万頭もの牛が奪われ、パーンダヴァとカウラヴァとの間に戦いが起きた。

## ギャラリー

ラヴィ・ヴァルマ『キーチャカとサイランドリー』1848年から1906年の間
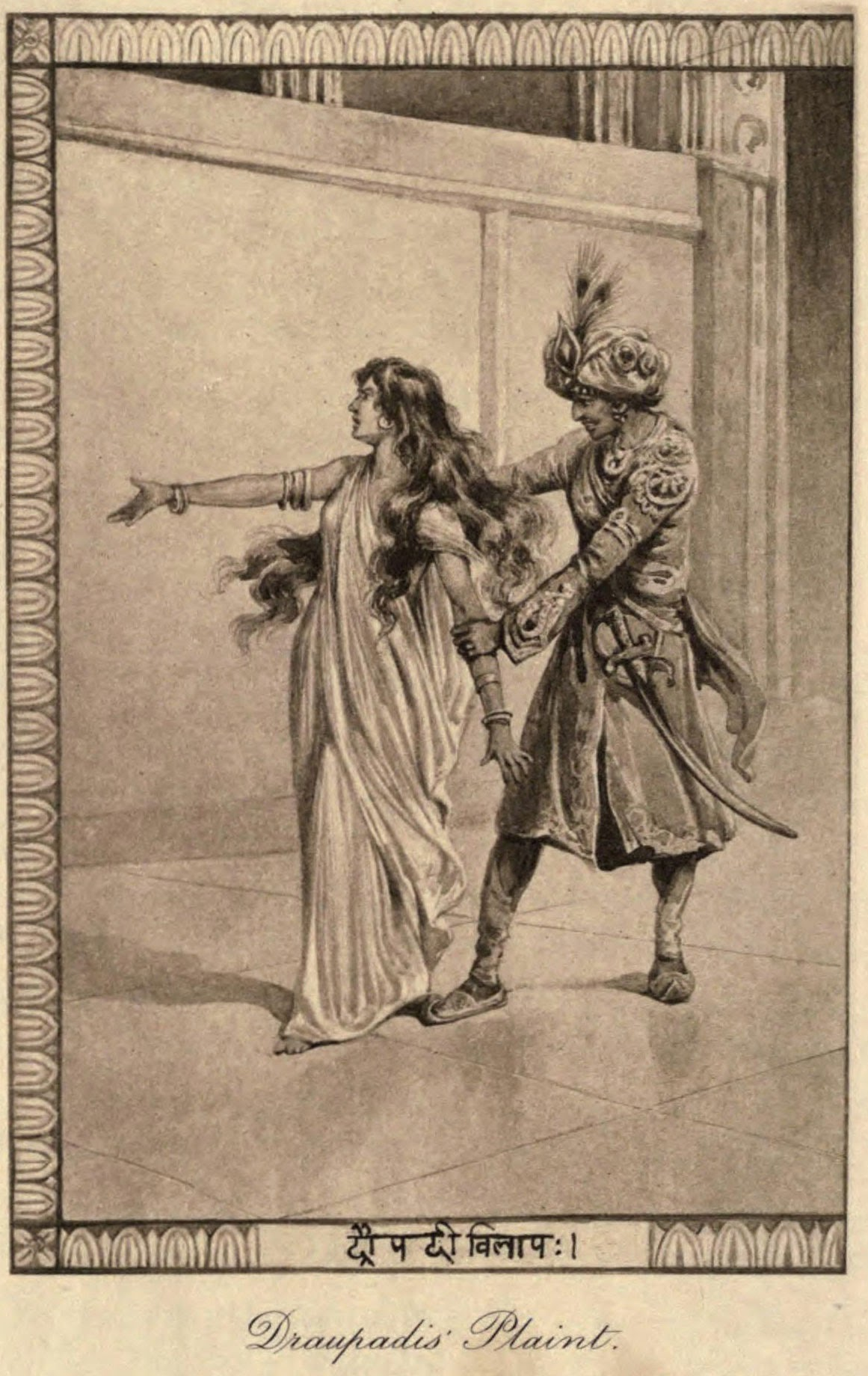
1899年の『マハーバーラタ』の挿絵
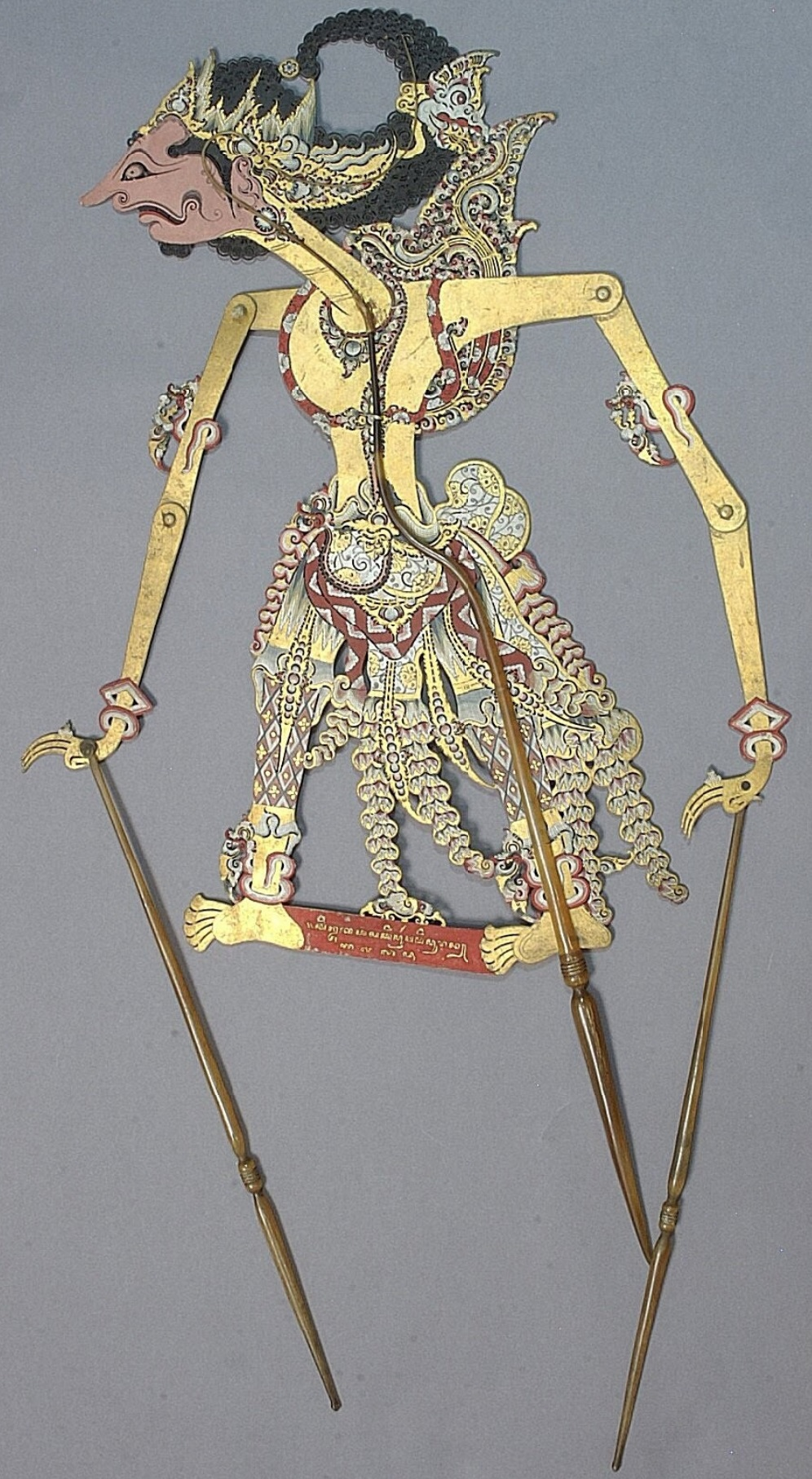
ジャワ島の人形劇ワヤン・クリのキーチャカ

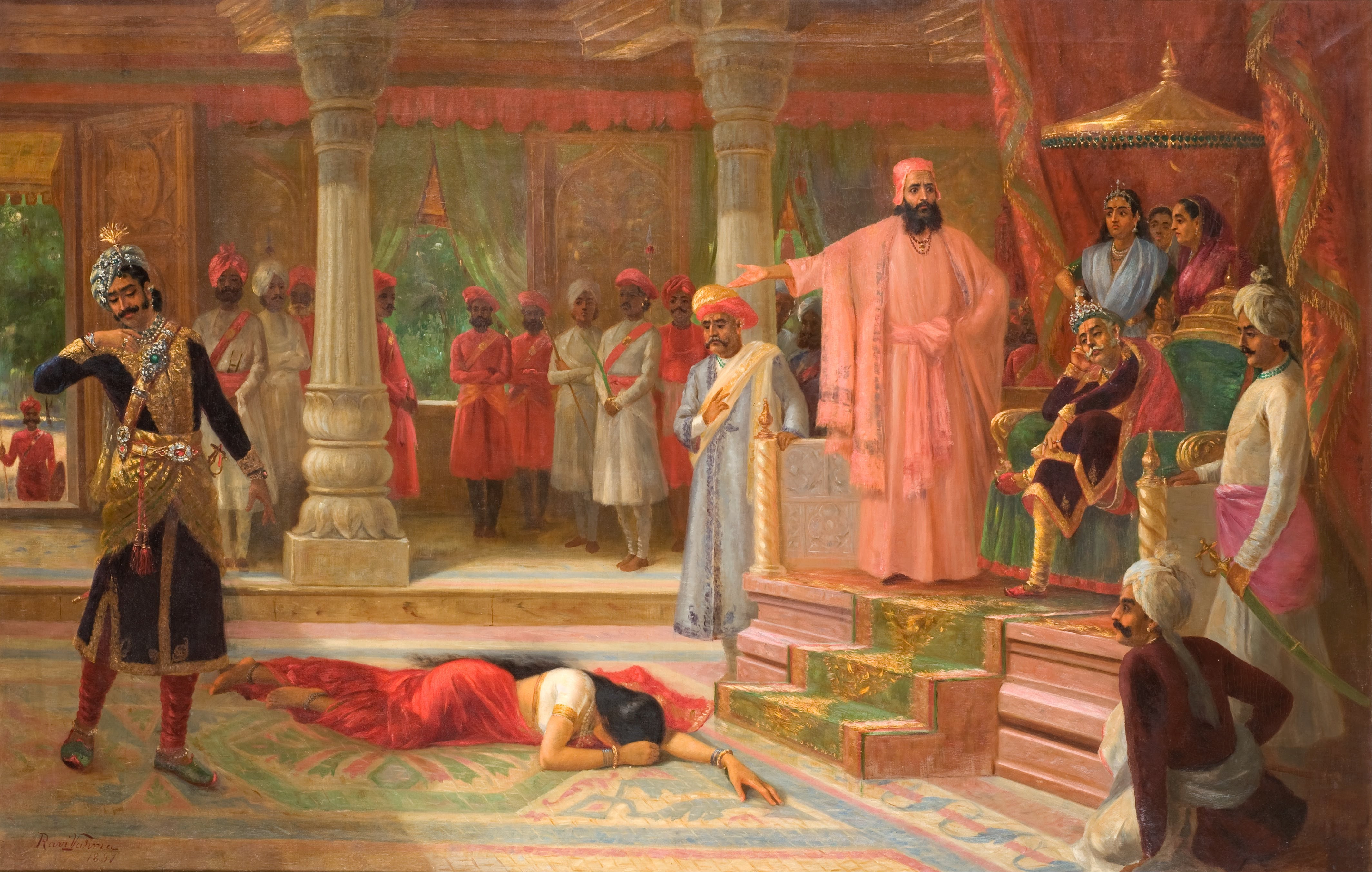
ラヴィ・ヴァルマ『ヴィラータ王の王宮のドラウパディー』
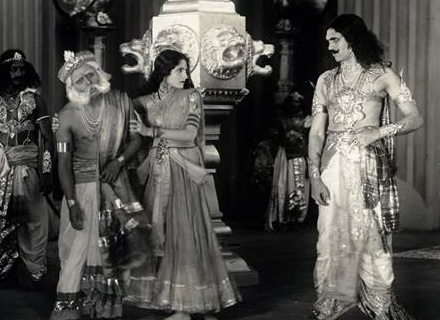
ヴィラータ王、ドラウパディー、キーチャカ 1933年の映画『サイランドリー』の1場面